# Марко I Висконти
Вижте пояснителната страница за други личности с името Марко Висконти.
Марко Висконти, наречен Балатроне (на италиански: Marco Visconti, detto Balatrone, ок. 1289 – 5 септември 1329), е италиански политик, кондотиер и капитан на наемническа дружина, господар на Лука и на Розате (15 април – 30 юни 1329).

## Произход
Син е на Матео I Висконти, господар на Милано, и на съпругата му Бонакоса Бори. Има четири братя и пет сестри:
- Галеацо I (* 1277; † 1328), господар на Милано (1322 – 5 юли 1327), подест на Новара (1298 – 99); съпруг на Беатриче д'Есте
- Джовани (* 1290; † 1354), епископ на Новара (1332), архиепископ на Милано от 1339, съгосподар на Милано (1349 – 1554) с брат си Лукино, господар на Генуа (1352), господар на Болоня и Новара (1353);
- Лукино (* 1292; † 1349), съгосподар на Милано с брат му Джовани (1339 – 1349), господар на Павия (1315), съпруг на Виоланта от Салуцо, Катерина Спинола и Изабела Фиески
- Стефано (* 1288, † 1337), господар на Арона (1325), съпруг на Валентина Дория;
- Катерина (* 1282; † 1311), господарка на Верона като съпруга на Албоино I дела Скала;
- Дзакарина (* 1295; † 1328), господарка на Комо като съпруга на Франкино Руска;
- Флорамонда († 1321), графиня на Маканьо Империале като съпруга на Гуидо Мандели;
- Агнес, съпруга на Чекино дела Скала
- Беатриче (* ок. 1280), маркиза на Верукола като съпруга на Спинета Маласпина.

Има и един полубрат от извънбрачна връзка на баща си.

## Биография
Той е изгонен от Милано заедно с баща си от сем. Дела Торе, господарите на града, и през 1310 г. се озовава в Асти за мирните преговори с вражеската аристокрация, желани от император Хайнрих VII. През същата година завладява град Алесандрия и става негов подест. На следващата година, когато баща му става имперски викарий на Милано, той атакува града и прогонва архиепископ Касоно дела Торе.
През 1314 г. атакува Тортона и впоследствие завладява Асти и Верчели, откъдето прогонва Анжуйците и гвелфите. Заради това той е отлъчен от Светия престол. През 1315 г. заедно с Угучоне дела Фаджола участва в битката при Монтекатини в Пиза.
През 1316 г.води война в Емилия срещу Пиаченца, отново опустошава Пиемонт и е в служба на семействата Дория и Спинола – генуезки гибелински семейства в изгнание, които го назначават за генерален капитан. Около 1318 г. милициите на Висконти, съставени от 1000 рицари, атакуват Генуа и опустошават околните територии. Защитата на града са анжуйските войски, водени от крал Робер Анжуйски, и гвелфските сили, водени от Симоне дела Торе, които с численото превъзходство на мъжете, с които разполагат, го принуждават да отстъпи. Гибелините се оттеглят в Саона, като молят за помощ Мафео Висконти, който изпраща племенника си Марко: те превземат село Ваке и построяват две крепости – Пералдо и Сан Бернардо. Гвелфите викат крал Робер Анжуйски, който побеждава гибелините, които се оттеглят във Волтоли и се връща в Милано.
В периода 1320 – 1321 г. той е подест на Тортона и Алесандрия. През 1321 г. отново обсажда и завладява Асти и начело на над 2000 рицари, той се изправя срещу армията против Висконти, командвана от Рамон де Кардона, който с контингент от над 10 хил. души побеждава Висконти при Монца и той се оттегля в Милано. Впоследствие, благодарение на подкрепленията, изпратени от Лудвиг Баварски, Кардона най-накрая е победен при Ваприо д'Ада през 1324 г., когато е заловен и отведен в Милано. Папските сили се оттеглят към Монца, където обаче са обсадени и прогонени от германски наемници, изпратени от Висконти.
Заедно с братовчед си Лодризио Висконти през 1327 г. Марко отива при Лудвиг Баварски и обвинява брат си Галеацо в предателство заради връзките му с кардинал Бертрандо дел Поджето. Галеацо е арестуван и затворен за осем месеца в затворите на замъка на Монца, докато Марко установява проимперско правителство, очаквайки назначаване като имперски викарий на Лудвиг, но не получава подкрепата на другите си братя Джовани и Лукино. Въпреки че не получава инвеститурата от Лудвиг, той го следва в Рим при коронясването му като император.
През 1328 г. Марко се бие в Тоскана, отново след Лудвиг Баварски, където участва в нападението над Пиза. Изпратен от императора да води преговори с немските наемници (около 800) от Наемническата дружина на Черульо, той поема командването през 1329 г. През същата година Марко изненадващо атакува и завладява Лука, като за кратко става негин господар, преди да продаде града на генуезеца Герардино Спинола за сумата от 30 хил. флорина.
Той се опитва да постигне споразумение с папата, за да свали племенника си Ацо Висконти, който става имперски викарий на Милано. Марко се завръща в Милано на 5 септември 1329 г.. В Милано Марко е приет много добре от близките си и твърде добре от населението.

### Смърт
На 5 септември Марко участва в обяд двореца на Старото Бролето (днешен Кралски дворец), в който участват и братята му Лукино и Джовани. Той е извикан от племенника си Ацо Висконти и е отведен е в стая за личен разговор, където е удушен и изхвърлен от прозореца от наемниците на Ацо и, вероятно, от брат си Лукино. Едва на следващия ден тялото му е открито в подножието на прозорец на двореца. Причината за убийството почти сигурно е предателството, извършено от Марко две години по-рано срещу Галеацо, баща на самия Ацо.
Някои варианти за смъртта му засягат любовния му живот: любовник на Биче дел Балцо, съпруга на Оторино Висконти, Марко удавя жената в рова на замъка в Розате, защото тя му се подиграва, като го кара да вярва, че е заченала дете с него. Разочарован в амбицията си и измамен в личния си живот, един ден той влиза в Аренго в Милано с няколко въоръжени мъже и започва да граби.
Има и други версии за смъртта му, като напр. тази са самоубийството му или пък за изхвърлянето му от прозореца от наемниците на Оторино Висконти.
Не се знае къде е бил погребан, защото в Милано хората не говорят за убийството от страх: някои казват в църквата „Сант Аниезе“ или път в църквата „Сант Еусторджио“ (на скрито място, защото е бил отлъчен), или пък църквата „Санта Мария Маджоре“ в Монца.